# Liste der Monuments historiques in Belverne
Die Liste der Monuments historiques in Belverne führt die Monuments historiques in der französischen Gemeinde Belverne auf.

## Liste der Objekte
| Bezeichnung                  | Beschreibung                       | Standort                          | Kennzeichnung | Schutzstatus | Datum | Bild |
| ---------------------------- | ---------------------------------- | --------------------------------- | ------------- | ------------ | ----- | ---- |
| Oblatendose                  | Zinn, Anfang des 19. Jahrhunderts  | in der lutherischen Kirche (Lage) | PM70000111    | Classé       | 1980  |      |
| Zwei Abendmahlskannen        | Zinn, Anfang des 19. Jahrhunderts  | in der lutherischen Kirche (Lage) | PM70000112    | Classé       | 1980  |      |
| Platte                       | Zinn, Anfang des 19. Jahrhunderts  | in der lutherischen Kirche (Lage) | PM70000113    | Classé       | 1980  |      |
| Zwei Kelche und zwei Patenen | Silber, vergoldet, bezeichnet 1838 | in der lutherischen Kirche (Lage) | PM70000114    | Classé       | 1980  |      |